# Iligan City
Iligan City ist eine Stadt erster Einkommensklasse in der Provinz Lanao del Norte in den Philippinen und war bis 1982 deren Hauptstadt. Sie liegt 800 km südwestlich von Manila auf der Insel Mindanao.
Die Stadt trägt den Beinamen City of Majestic Waterfalls (Stadt der majestätischen Wasserfälle), da in und um Iligan mehr als 20 Wasserfälle zu finden sind.
Die beeindruckendsten sind die María-Cristina-Wasserfälle, an deren Fuß das größte Wasserkraftwerk von Mindanao stationiert ist, was die Stadt zum industriellen Zentrum des Südens macht. Des Weiteren sind die Limunsudan-Wasserfälle zu nennen, die zu den höchsten Wasserfällen in ganz Asien gezählt werden.

## Namensherkunft
Der Name Iligan stammt von dem Wort "iligan" oder "ilijan" aus dem Dialekt Higaunon ab und bedeutet "Verteidigungsfestung". Seit frühester Zeit stand in der heutigen Stadt ein Fort, erbaut gegen die ständigen Angriffe von Piraten und anderen feindlich gesinnten Volksgruppen Mindanaos.

## Geographie
Iligan City ist im Norden begrenzt von der Verwaltungsgemeinde Lugait in der Provinz Misamis Oriental, im Süden durch die Gemeinden Baloi und Linamon und im Osten vom Territorium der Provinzen Lanao del Sur und Bukidnon. Im Westen liegt die Küstenregion an der Bucht von Iligan, einem Teil der Mindanaosee.
Die Stadt hat eine Fläche von 775,76 km². Sie verfügt über ausgedehnte Hafenanlagen mit Fährverbindungen und einem Containerhafen. Im Osten liegt die flache Küstenebene, hinter der sich vulkanische Hügel und Berge emporheben, die die Wasserfälle und kalten Quellen beherbergen, für die Iligan weithin bekannt ist. Westlich des Stadtzentrums mündet der Agus ins Meer. An seinem Flusslauf liegen die Maria-Cristina-Wasserfälle. Am Agus wurde eine Reihe von Wasserkraftwerken errichtet. Insgesamt liegen auf dem Gebiet der Stadt 23 Wasserfälle, acht Quellen und 15 Höhlen.

## Demographie und Sprache
Die Einwohner von Iligan City sind hauptsächlich Christen (93,61 %). Sie sind eine Mischung aus Einwanderern muslimischer Herkunft und Nachkömmlingen der Volksgruppe der Cebuano. Die Minderheit bilden die Tagalog und weitere Emigranten aus verschiedenen Teilen des Landes.
Der Hauptdialekt in der Stadt ist Cebuano (etwa 93 %). Der Rest spricht Tagalog, Maranao, Hiligaynon, Ilocano, Chavacano oder Waray-Waray. Die Mehrheit der Bevölkerung beherrscht zudem die englische Sprache fließend. Eine bedeutende Bildungseinrichtung ist die Mindanao State University.

## Barangays
Iligan City ist politisch unterteilt in 44 Barangays.
| - Abuno - Acmac - Bagong Silang - Bonbonon - Bunawan - Buru-un - Dalipuga - Del Carmen - Digkilaan - Ditucalan - Dulag - Hinaplanon - Hindang - Kabacsanan - Kalilangan | - Kiwalan - Lanipao - Luinab - Maria Cristina - Mahayahay - Mainit - Mandulog - Pala-o - Panoroganan - Poblacion - Puga-an - Rogongon - San Miguel - San Roque - Santiago | - Saray - Santa Elena - Santa Filomena - Santo Rosario - Suarez - Tambacan - Tibanga - Tipanoy - Tomas Cabili - Tubod - Ubaldo Laya - Upper Hinaplanon - Upper Tominobo - Villaverde |

## Geschichte
Iligan begann als ein Dorf mit dem Namen Bayug, das etwa 2,5 km nördlich des heutigen Stadtgebiets lag. Es war die früheste bekannte Siedlung vor Ankunft der spanischen Besatzer in Mindanao, erbaut von einheimischen Seebewohnern, bekannt als die Maragats. In der späten Hälfte des 16. Jahrhunderts wurden diese von Einwanderern des Inselkönigreichs Panglao unterworfen, das auf der Insel Bohol lag.
Laut dem jesuitischen Historiker Fr. Francisco Combes drang der Molukkenkönig von Ternate seinerseits in Panglao ein, weshalb deren Einwohner in großer Zahl nach Dapitan flohen. Hier empfing der überlebende Prinz von Panglao, Pagbuaya, 1565 die Expedition des Spaniers Legazpi. Sein Sohn, Pedro Manuel Manook, konvertierte zum Christentum und machte das Dorf Bayug zur frühesten christlichen Siedlung des Landes.
Die Ortschaft überlebte in der Folgezeit zahllose Übergriffe der verschiedensten feindlichen Gruppierungen, dank, so behauptet man, des Glauben an Gott und dem Vertrauen in ihren Patron, dem Erzengel Michael. Später verlagerte sich die Siedlung von Bayug zum heutigen Iligan.
Hier wurde 1642 eine Steinfestung mit dem Namen Fort St. Francis Xavier zum Schutz des Ortes vor Banditen erbaut. Das Fort hielt jedoch den immer wiederkehrenden Überflutungen nicht stand.
Aus diesem Grund wurde um 1850 eine neue Festung an anderer Stelle errichtet, diesmal an der Mündung des Tubod Rivers. Danach erbaute man ein weiteres Fort mit dem Namen Fort Victoria oder Cota de Iligan.
1899 gaben die spanischen Besatzer von Mindanao den Ort Iligan auf und machten den Weg frei für die Landung amerikanischer Truppen im Jahr 1900. Nach dem Ende der Moro Provinzschaft um 1914 wurde Iligan eine Verwaltungsgemeinde mit 8 Barrios Seite an Seite zur Gemeinde Mandulog.
Nach einer friedlichen Periode von 40 Jahren ohne Kampfhandlungen wurde Iligan 1942 von japanischen Truppen eingenommen. Die Japaner hielten die Stadt bis 1944 und verließen sie dann fluchtartig. Am 15. November 1944 wurde mit einer großen Commonwealth-Day-Parade das Ende der japanischen Gräueltaten gefeiert.
Am 16. Juni 1950 wurde aus dem Gebiet der Gemeinde Iligan eine beurkundete Stadt von Lanao del Norte. Zu einer Stadt der ersten Kategorie wurde sie 1969 ernannt und am 1. Juli 1977 mit dem Presidential Decree Nr. 465 sogar zu einer Stadt 1. Klasse "A". Als man am 4. Juli 1959 mit dem Republic Act Nr. 2228 die ehemalige Provinz Lanao in die Provinzen Lanao del Norte und Lanao del Sur teilte, wurde Iligan City zur Hauptstadt von Lanao del Norte ernannt. Am 24. Juni 1982 wurde der Sitz der Provinzverwaltung dann in die Verwaltungsgemeinde Tubod verlegt, die bis heute den Regierungssitz der Provinz innehat.
Der Tropische Wirbelsturm Washi brachte am 16. Dezember 2011 enorme Regenmengen mit sich, die zu Sturzfluten führten. In Iligan City und auch in der Nachbarstadt Cagayan de Oro forderten diese hunderte von Todesopfern, da die Bewohner im Schlaf überrascht wurden.

## Klima
Da sich die Stadt außerhalb des Taifungürtels befindet, ist das Klima das gesamte Jahr über konstant warm, teils regnerisch, bei Temperaturen von 22 bis 33 °C und einer durchschnittlichen monatlichen Regenmenge von 109 mm.

## Sehenswürdigkeiten

### Wasserfälle
| - Abaga Falls - Bridal Veil Falls (Iligan City) - Dalipuga Falls - Dodiongan Falls - Gata Falls | - Guimbalolan Falls - Hindang Falls - Kalisaon Falls - Kamadahan Falls - Kibalaug Falls | - Languyon Falls - Langilanon Falls - Limunsudan-Wasserfall - Linanot Falls - Malaigang Falls | - Malapacan Falls - Malinao Falls - María-Cristina-Wasserfall - Mimbalut Falls - Pindarangonan Falls | - Rogongon Falls - Tinago-Wasserfall |

### Berge
- Mt. Agad-Agad
- Mt. Gabunan
- Mt. Amulungan
- Sagada Peak

### Höhlen
- Bulalang Cave
- Buruun Caves
- Hindang Caves
- Matoog Cave
- Sagyaan Cave

## Städtepartnerschaften
- Cagayan de Oro, Philippinen
- Makati City, Philippinen
- Dipolog City, Philippinen
- Butuan City, Philippinen

## Berühmte Einwohner
- Präsidentin Gloria Macapagal-Arroyo – Präsidentin der Philippinen 2001–2010; Senatorin 1995–1998, Vizepräsidentin 1998–2001, Wirtschaftswissenschaftlerin (Tochter des Expräsidenten Diosdado Macapagal)
- Dra. Evangeline Macaraeg – ehemalige „First Lady“ 1961–1965 (Ehefrau des ehemaligen Präsidenten Diosdado Macapagal)
- Monique „Nikki“ Bacolod – Zweitplatzierte der 1 Staffel der ABS-CBN Show „Search for a Star in a Million“, Vertragssängerin bei Viva Records.
- Helario Honoredez – Mitglied der ersten philippinischen Mount-Everest-Expeditionsgruppe von 2006
- Gene Orejana – Moderator und Produzent der Sendung Online auf ABS-CBN
- Tomas Cabili – Assemblyman 1930s-40s, ehemaliger Guerillakämpfer im Zweiten Weltkrieg, Sekretär der nationalen Verteidigung 1945, Senator 1946–1957 (starb zusammen mit Präsident Ramon Magsaysay bei einem Flugzeugabsturz im März 1957)
- Quintin Badelles Cueto III – Commissioner der Organisation für Menschenrechte in den Philippinen
- Noela Mae Evangelista – gekrönt als Queen of the Tourism International 2003 in Cancun, Mexico
- Michael Anthony Garcia – Finalist der philippinische Pop Superstar Staffel 1, Vertragssänger bei GMA Records
- Julie Lluch Dalena – Künstler
- Felindo Obach – Film, TV und Theaterschauspieler "A Dangerous Life(1988)", "Fatal Mission(1990)"